# 保罗·凯列斯
保罗·凯列斯（Paul Keres，1916年1月7日—1975年6月5日），爱沙尼亚国际象棋棋手、特级大师，是1930年代中期至1960年代中期世界上最顶尖的棋手之一。
凯列斯曾多次错失争夺世界冠军的机会。1938年他因获得阿佛罗大赛冠军而得到了向卫冕冠军亚历山大·阿廖欣挑战的机会，然而比赛最终因第二次世界大战而未能举行。二战结束后，凯列斯又先后在1953年、1956年、1959年、1962年世界冠军挑战者资格赛上获得第二。因此，他也获得了“保罗第二”（Paul the Second）、“千年老二”（The Eternal Second）、“国际象棋王储”（The Crown Prince of Chess）等绰号。许多国际象棋研究者认为凯列斯是历史上未获得过世界冠军的最强棋手，也是史上最伟大的棋手之一。他也与维克多·科尔奇诺伊、亚历山大·别利亚夫斯基一起保持着曾战胜过九位无争议世界冠军的纪录。